# Faut-il que je t'aime
Singles de France Gall
Nous ne sommes pas des anges
(1965) Les Sucettes
(1966)
Faut-il que je t'aime est une chanson de France Gall. Elle est initialement parue en 1966 sur un EP et ensuite sur l'album Baby pop (sorti en octobre),,.

## Développement et composition
La chanson a été écrite par Maurice Vidalin et Jacques Datin. L'enregistrement a été produit par Denis Bourgeois.

## Listes des pistes
EP 7" 45 tours Baby pop / C'est pas facile d'être une fille / Cet air-là / Faut-il que je t'aime (1966, Philips 437.159 BE, France)
A1. Baby pop (3:20)
A2. Faut-il que je t'aime (2:05)
B1. Cet air-là (2:30)
B2. C'est pas facile d'être une fille  (2:30)
Single 7" 45 tours (1965, Philips SFL-1060, Japan)	
1. Un prince charmant (2:28)
2. Faut-il que je t'aime (2:05)[4]

## Classements
Baby pop / Faut-il que je t'aime,
| Classement (1966)                       | Meilleure position |
| --------------------------------------- | ------------------ |
| Belgique (Wallonie Ultratop 50 Singles) | 23                 |